# جوزف باسالا
جوزف باسالا (انگلیسی: Joseph Bessala; ۱ ژانویهٔ ۱۹۴۱ – ۲۵ آوریل ۲۰۱۰) بوکسور اهل کامرون بود.